# Carl Ingwer Johannsen
Carl Ingwer Johannsen (* 18. Juni 1935 in Ost-Bordelum) ist ein deutscher Museumsleiter. Er war insgesamt 25 Jahre Leiter des Schleswig-Holsteinischen Freilichtmuseums in Molfsee.

## Leben
Nach einer Ausbildung zum Zimmermann studierte Johannsen und wurde 1974 an der Technischen Universität Braunschweig mit der Dissertation Das niederdeutsche Hallenhaus und seine Nebengebäude im Landkreis Lüchow-Dannenberg: eine baugeschichtliche Untersuchung zur Erfassung der von 1600 bis 1900 entwickelten Formen und Konstruktionen der Wohn- und Wirtschaftsgebäude promoviert. Anschließend arbeitete er als Hochbau-Ingenieur, Architekt, Experte für Landwirtschaftliche Baukunde und für Entwicklungsplanung und Siedlungsplanung. 1979 wurde er als Nachfolger von Alfred Kamphausen Leiter des Schleswig-Holsteinischen Freilichtmuseums. Dort erhöhte er bis zu seinem Eintritt in den Ruhestand im Jahr 2000 den Immobilienbestand von 53 auf 74 Gebäude. Von 1986 bis 1993 war er Geschäftsführer des Verbandes Europäischer Freilichtmuseen.
2002 wurde Carl Ingwer Johannsen von der schleswig-holsteinischen Ministerpräsidentin Heide Simonis „in Anerkennung und in Würdigung seiner herausragenden Verdienste um die Erhaltung zahlreicher Baudenkmäler sowie um das Schleswig-Holsteinische Freilichtmuseum“ mit der Ehrenprofessur des Landes Schleswig-Holstein ausgezeichnet.
Als das Schleswig-Holsteinische Freilichtmuseum 2009 personelle und finanzielle Probleme bekam, übernahm Johannsen bis 2012 erneut die Museumsleitung.
Von 2002 bis 2007 war Johannsen Vorsitzender des Schleswig-Holsteinischen Heimatbundes.

## Bibliographie (Auswahl)
- Das niederdeutsche Hallenhaus und seine Nebengebäude im Landkreis Lüchow-Dannenberg: eine baugeschichtliche Untersuchung zur Erfassung der von 1600 bis 1900 entwickelten Formen und Konstruktionen der Wohn- und Wirtschaftsgebäude Wellm, Pattensen 1979, ISBN 3-921456-28-2.
- mit Jochen Bracker: Das Haus Storm aus Elsdorf-Westermühlen. Molfsee 1981, Schleswig-Holsteinisches Freilichtmuseum.
- Molfsee als Maßstab: Gedanken zur Baudenkmalpflege u. Dorferneuerung. Wachholtz Verlag, Neumünster 1985, ISBN 3-529-07205-2.
- mit Joachim Thode: Bilder von alten Dingen / Das Schleswig-Holstein. Freilichtmuseum. Wachholtz Verlag, Neumünster 1990, ISBN 3-529-07209-5.
- Das Bauernhaus in Pommern, Ostpreussen, Westpreussen, Posen und Schlesien. Ed. Libri Rari Schäfer, Hannover 1990,
- mit Hans Finck: Führer durch das Schleswig-Holsteinische Freilichtmuseum. Wachholtz Verlag, Neumünster 1994, ISBN 3-529-07210-9.
- mit Eckardt Opitz: Das große Schleswig-Holstein-Buch. Hamburg 1996
- Schleswig-Holstein: vom Leben und Arbeiten auf dem Lande. Ellert & Richter Verlag, Hamburg 1999, ISBN 3-89234-887-1.